# Alfa Romeo Disco Volante
Alfa Romeo Disco Volante («Летающая тарелка») — серия концепт-каров, выпущенных в 1952-1953 годах. Концепты построены на основе Alfa Romeo 1900 совместно с Carrozzeria Touring. Двигатель построен на базе двигателя модели 1900 Sprint, с увеличенным до 2,0 л. (1997 см³) объёмом. 2 карбюратора без фильтра на входе и укороченный выпуск позволили снять с двигателя 158 л.с. при 6500 об/мин. Более того, для Хуана Мануэля Фанхио в один из прототипов позже установили сначала шестицилиндровый трёхлитровый мотор мощностью 230 л. с., а потом и 3,5-литровый агрегат на 16 л.с. мощнее.
Уникальный 3,5 литровый автомобиль представлен в музее Бискаретти в Турине; 2,0 л. версия выставлена в музее Alfa Romeo в Арезе и регулярно используется для соревнований классических автомобилей. Примерная стоимость каждого от 1 до 2 миллионов Евро.

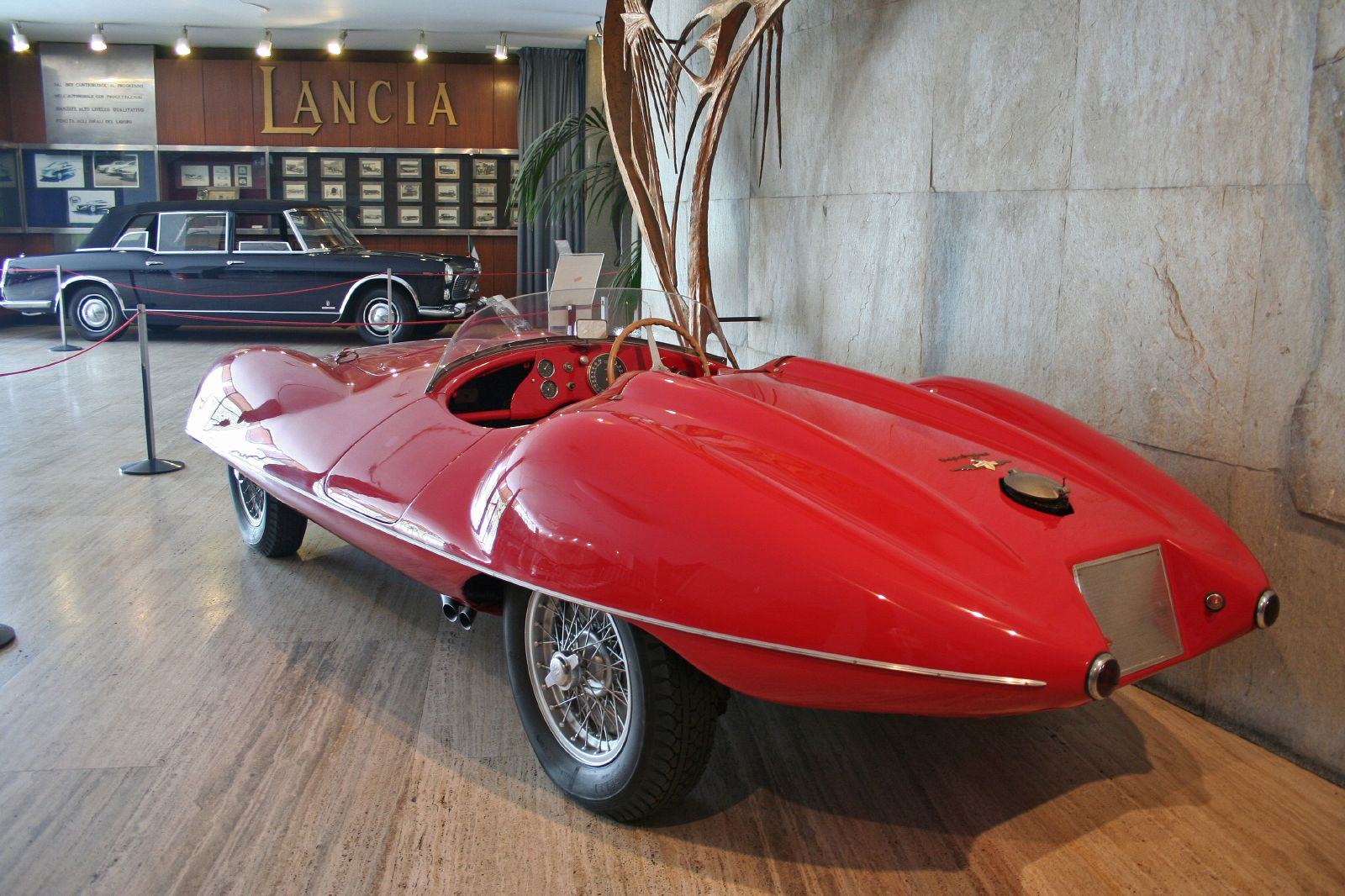
Alfa Romeo Disco Volante Spider
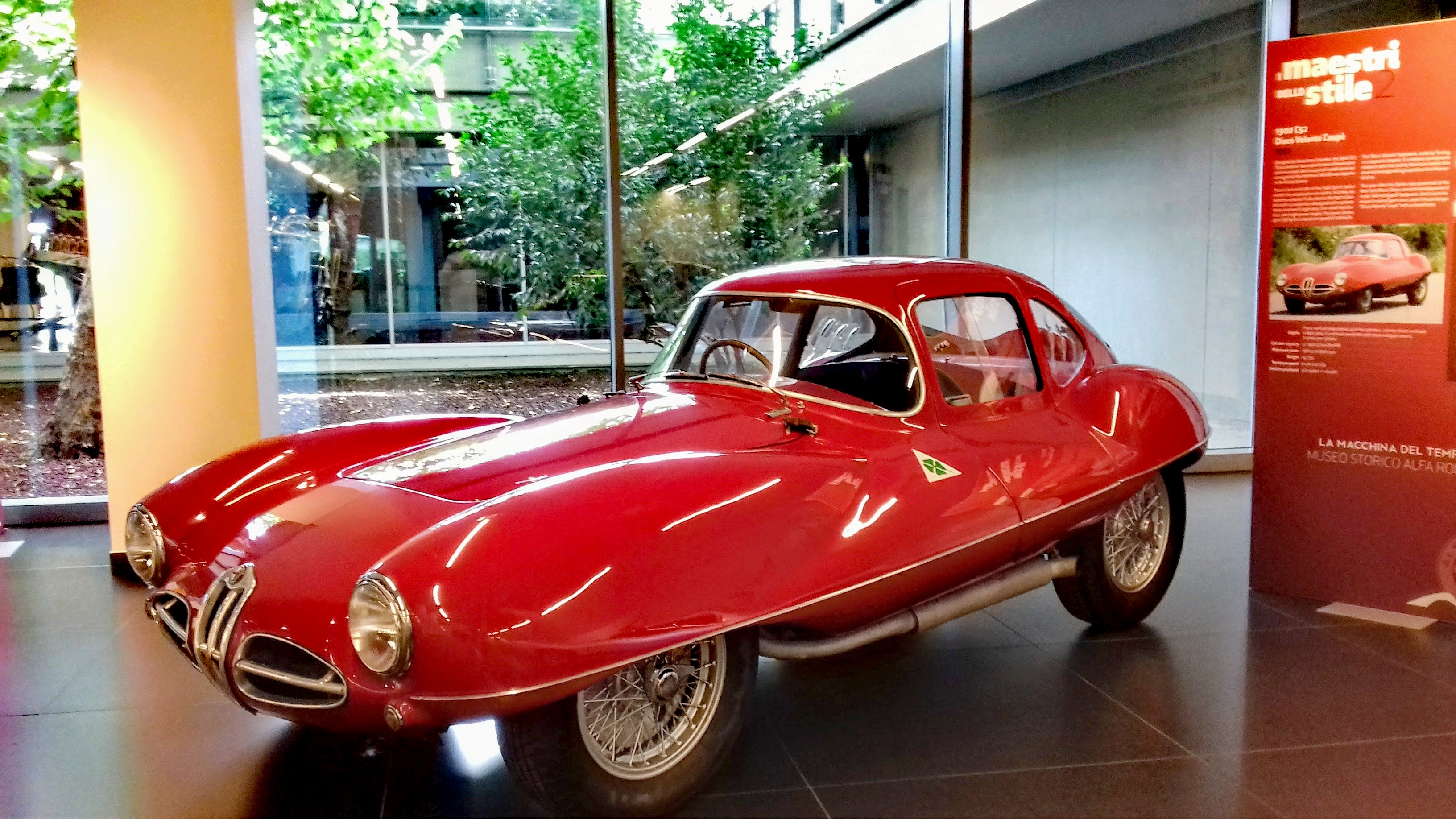
Disco Volante Coupe

## Disco Volante Touring Superleggera 2014

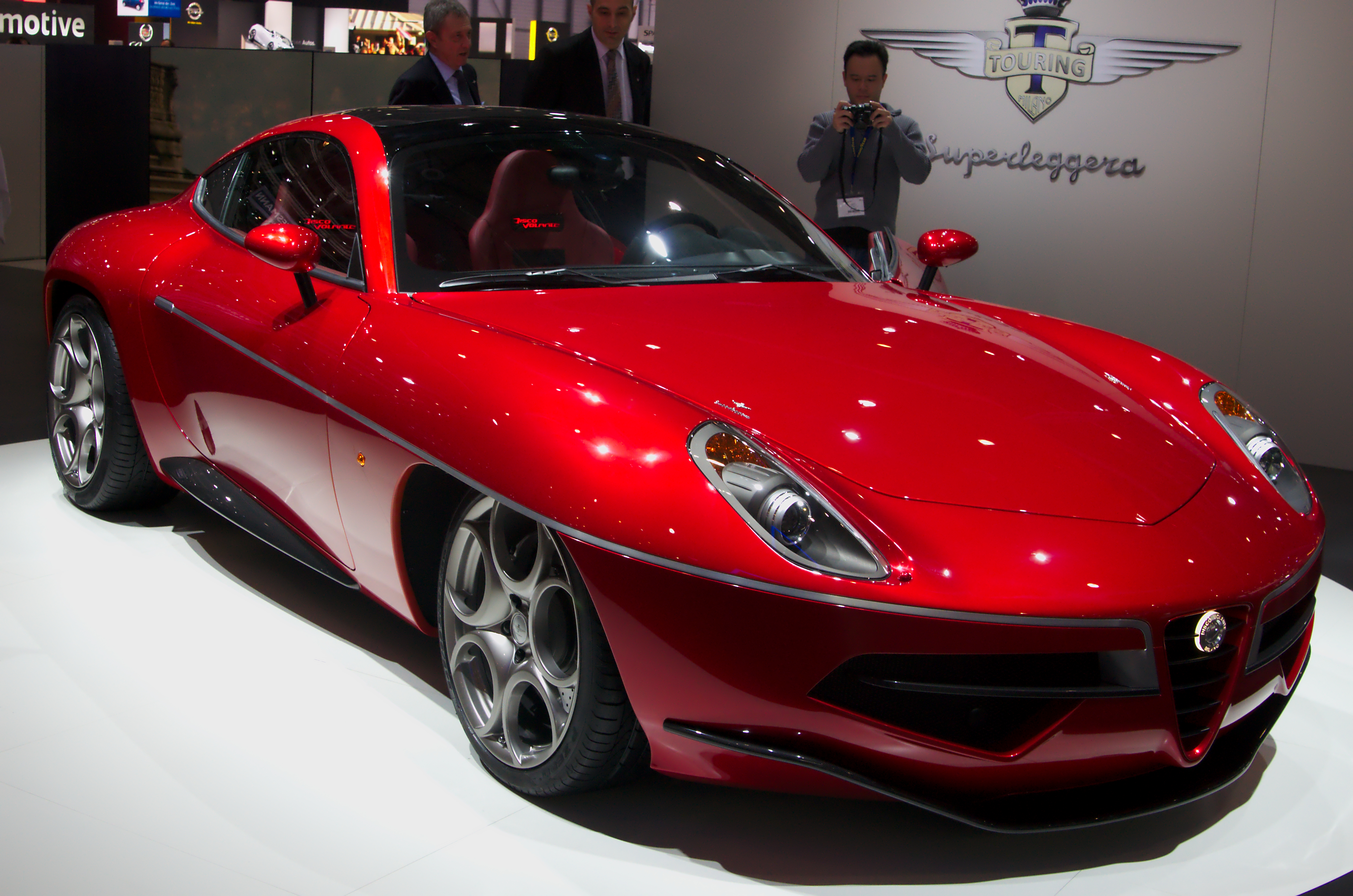

Впервые об автомобиле было известно в 2012 году, а уже в 2013 году был представлен на Женевском автосалоне. Автомобиль собирается исключительно по заказу и для постройки необходим имеющийся Alfa Romeo 8C Competizione. Миланское ателье стоимость постройки не оглашает.
Для изготовления кузова используют алюминий и углепластик, всего на ручную работу уходит более 4000 часов. 
По сравнению с 8C Competizione, машина стала ниже, шире и длиннее.
Двигатель тот же 4.7 литровый V8, но с модифицированной выхлопной системой, подвеска стала мягче, а стиль интерьера оговаривается с клиентом.
В 2013 году Alfa Romeo Disco Volante получил престижнейшую награду Concorso d’Eleganza Villa d’Este как самый красивый прототип.
| Максимальная скорость | 292 км/ч              |
| 0-100 км/ч            | 4,2 сек.              |
| Двигатель             | V8 4,7 л (4691 см³)   |
| Мощность              | 450 л. с.             |
| Крутящий момент       | 480 Н·м @ 4750 об/мин |